# Susi Dorée
Susi Dorée, née Inge Ködel le 13 octobre 1941 à Berlin et morte le 31 mai 2022 à Winsen, est une chanteuse allemande.

## Biographie
Elle commence à neuf ans dans le Berliner Mozart-Chor. À l'adolescence, elle choisit le schlager.
Au début des années 1960, elle se produit avec l'orchestre "Blue Cellar Combo" au "Riverboat Berlin" qui devient l'un des plus importants dancings d'Europe. Son plus grand succès est alors Vor der Tür wird nicht geküsst ; la chanson sera reprise dans le film Gouttes d'eau sur pierres brûlantes de François Ozon.
Après la première version germanophone de The Loco-Motion, elle fait jusque dans les années 1970 d'autres reprises de chansons anglophones.

## Source de la traduction
- (de) Cet article est partiellement ou en totalité issu de l’article de Wikipédia en allemand intitulé « Susi Dorée » (voir la liste des auteurs).